# Pyxine sorediata
Pyxine sorediata är en lavart som först beskrevs av Erik Acharius, och fick sitt nu gällande namn av Jean François Montagne. Pyxine sorediata ingår i släktet Pyxine och familjen Physciaceae.   Inga underarter finns listade i Catalogue of Life.

## Källor

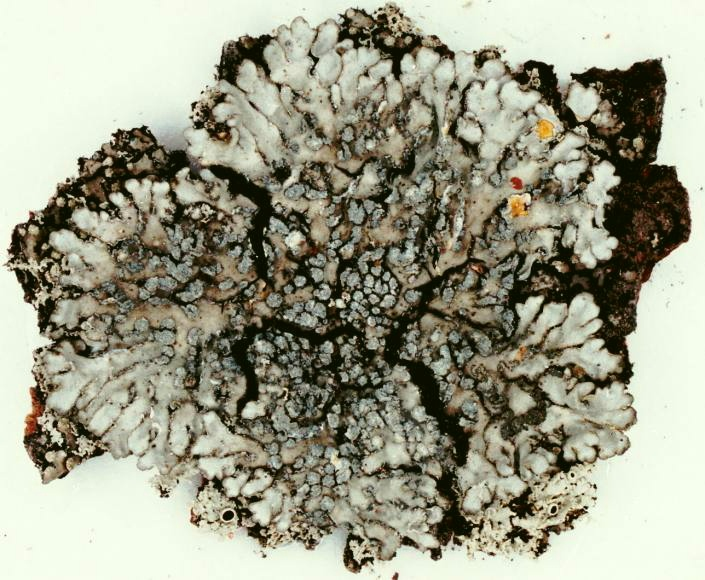
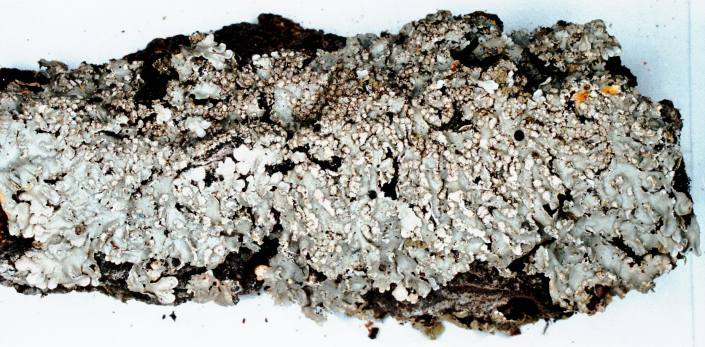